# پازل منطقی
پازل منطقی (انگلیسی: Logic puzzle) یک پازل است که از حوزه ریاضیات استدلال استنتاجی مشتق شده‌است.

## تاریخچه
پازل منطقی اولین بار توسط لوئیس کارول ساخته شد که بیشتر با نام، نویسنده آلیس در سرزمین عجایب شناخته می‌شود.